# Tomaž Jemc
Tomaž Jemc, slovenski smučar in voznik rallyja, * 2. marec 1964, Bled.
Jemc je za Jugoslavijo nastopil na Zimskih olimpijskih igrah 1984 v Sarajevu, kjer je nastopil v smuku in zasedel 30. mesto. Postal je tudi trikratni državni prvak v rallyju in to v letih 1997 z avtomobilom Ford Escort Cosworth,1998, ko je ubranil naslov z istim avtomobilom, ter leta 2002 z avtomobilom Ford Escort WRC.